# Касим аль-Рейми
Касим аль-Рейми (5 июня 1978 — 29 января 2020) — эмир «Аль-Каиды» на Аравийском полуострове (АКАП). Был одним из 23 заключённых, которым удалось бежать из тюрьмы в Йемене 3 февраля 2006 года вместе с другими известными членами Аль-Каиды. Был связан со взрывом смертника в июле 2007 года, в результате которого погибли восемь испанских туристов. В 2009 году правительство Йемена обвинило его в организации учебного лагеря «Аль-Каиды» в провинции Абьян. Был назначен главой АКАП после смерти Насира аль-Ухайши 12 июня 2015 года.
Слухи о гибели Аль-Рейми в результате удара беспилотника циркулировали с конца января 2019 года. 7 февраля 2020 года правительство США официально подтвердило факт смерти Аль-Рейми в результате действий США. Подробности операции не сообщаются.